# Protuberum
Protuberum is een geslacht van uitgestorven traversodontide cynodonten bekend van de enige soort Protuberum cabralense uit het Midden-Trias van Brazilië.
Zoals met alle geslachten van de familie Traversodontidae, was Protuberum een herbivoor, met een gespecialiseerde maalwerking bij het eten. 

## Naamgeving
De twee bekende exemplaren werden een aantal jaren na elkaar verzameld uit sedimenten van de Alemoa-afzetting van de Santa Maria-formatie in het Geopark van Paleorrota, Rio Grande do Sul, Brazilië. Het eerste exemplaar werd verzameld in 1977 en bestaat uit zeven verschillende ribben en wervels die aangewezen zijn als de paratypen. Het tweede exemplaar, verzameld in 1989, bestaat uit een gedeeltelijk gearticuleerd skelet en een schedel. Het is het holotype MGB 368 ⁄ 100. Beide exemplaren werden verzameld door pater Daniel Cargnin. 
De typesoort Protuberum cabralense is in 2009 benoemd door Míriam Reichel, Cesar Leandro Schultz en Marina Bento Soares. De geslachtsnaam verwijst naar de grote hoeveelheid bultige uitsteeksels, protuberanties, op de ribben en darmbeenderen, terwijl de soortaanduiding is benoemd ter ere van de gemeente Novo Cabrais, waar het type-exemplaar werd verzameld.

## Beschrijving
Protuberum is ongeveer een meter lang.
Er werd in 2009 één autapomorfie vastgesteld, uniek afgeleid kenmerk. De bovenste postcaninen hebben twee hoofdknobbels, een aan de tongzijde en een aan de lipzijde, die verbonden zijn door een scherpe dwarskam.

## Fylogenie
Protuberum werd in de Traversodontidae geplaatst, als zustersoort van Menodon.